# Буртасенков, Алексей Николаевич
Алексе́й Николаеви́ч Буртасе́нков (род. 9 августа 1975) — российский художник-монументалист, действительный член Российской Академии художеств (2020), председатель Краснодарской Краевой Организации ВТОО «Союз Художников России», доцент кафедры дизайна и декоративно-прикладного искусства факультета медиакоммуникаций и аудиовизуальных искусств Московского государственного института культуры. Работает в монументальном искусстве, жанрах исторической картины, натюрморта, пейзажа, портрета.

## Биография
Родился 9 августа 1975 года в Краснодаре в семье скульптора Николая Борисовича Буртасенкова.
Учился в художественной школе, затем в Краснодарском художественном училище.
В 2003 году окончил Санкт — Петербургский государственный академический институт живописи, скульптуры и архитектуры им. И. Е. Репина, по классу монументальной живописи у профессора А. А. Мыльникова, защитил диплом «Праздник на Неве 1724 г.», для дубового зала администрации Санкт-Петербурга.
По окончании института был награждён грантом Санкт-Петербурга и продолжил работать в Москве, в Творческих Мастерских Академии Художеств.
В 2002—2003 годах исполнил серию картин «Васильевский остров» для Конференц-зала здания Администрации Василеостровского района Санкт-Петербурга.
В 2004—2007 годах работал в творческой мастерской станковой живописи В. А. Мыльниковой (аспирантура). В 2004 создал мозаику Георгий Победоносец в Москве.
В 2008—2011 годах работал над созданием росписей и картин в Президентской резиденции в Стрельне г. Санкт-Петербург, Доме Правительства Москвы в Минске, Реабилитационного центра для ветеранов.
Руководил галереей Московского Союза Художников.
29.09.2022 года был избран на должность председателя Краснодарского Отделения Всероссийской творческой общественной организации «Союз Художников России».
Живёт и работает в Москве, доцент кафедры дизайна и декоративно-прикладного искусства факультета медиакоммуникаций и аудиовизуальных искусств Московского государственного института культуры.
Женат, два сына.

## Награды и достижения
- Член правления Московского Союза художников.
- Член Союза художников России.
- Член Творческого Союза Художников России.
- Член Совета директоров Ассоциации деятелей искусства и культуры.
- Член-корреспондент Международной академии культуры и искусства.
- Член Совета директоров Ассоциации деятелей искусства и культуры "Творческое объединение «Новые передвижники».
- Член РВИО.
- Член ИППО.

Получил Грант В. И. Матвиенко от Правительства Санкт—Петербурга в номинации «Живопись», 2003 г.
Отмечен грамотами и дипломами за участие в выставках:
- Государственной Думы Российской Федерации,
- Совета Федерации Федерального собрания России,
- Союза Художников России,
- Московского Союза Художников,
- Академии управления МВД и.т.д.

## Музеи и картинные галереи
- Липецкий художественный музей
- Смоленский художественный музей[4]
- Калужский музей изобразительных искусств[4]
- Серпуховский историко-художественный музей
- МБУГ «Городской музей» г. Сарова
- Историко-литературный государственный музей-заповедник А. С. Пушкина
- Дом-музей С. Н. Худекова («Вилла Надежда», Сочи),
- Московский фонд Булата Окуджавы на Арбате
- Государственный комплекс в городе Санкт-Петербург «Дворец Конгрессов»
- Король Марокко Мухаммедом VI
- Госпожа Ден Жун[англ.], дочь Дэн Сяопина, Китай

Работы художника находятся в частных собраниях и галереях России, Америки, Франции, Германии, Финляндии, Китае и других стран.

## Выставки и творческие проекты
Активно выставляется с 1997 года. Участник более 200 выставок в России, Франции, Китае, Германии, среди них 35 персональных. 
Персональные выставки:
- «Русские Новеллы» (2015 г., Франция);
- «Крым. Возвращение» в Государственной Думе РФ (2015 г., Москва),
- «Я люблю тебя, Петербург» в представительстве правительства Санкт-Петербурга в Москве (2015 г.);
- Вторая международная выставка «Будущее искусства» (2015 г., Китай);
- «Петербургская сюита» в Совете Федерации Федерального Собрания РФ (2016 г., Москва);
- «Москва 870» в Мэрии Москвы (2017 г.);
- «Исторические виды столицы» (2017 г., Москва);
- «С милого севера в сторону южную» (2018 г.);
- «От Москвы до Петербурга» в Совете Федерации Федерального Собрания Российской Федерации (2021—2022, г. Москва)
- «Под открытыми небесами» в Мытищинской картинной галерее (2022, г. Мытищи)

и другие.